# Pour une poignée d'ivoire
 (mai 2025).
Motif : L'ouvrage a fait l'objet d'une couverture médiatique habituelle lors de sa sortie en mars 2023. Mais quelle est la notoriété à long terme ? De plus, l'auteur Jean-Claude Vignoli n'a pas sa page sur WP.
- Archive Wikiwix
- Bing
- Cairn
- DuckDuckGo
- E. Universalis
- Gallica
- Google
- G. Books
- G. News
- G. Scholar
- Persée
- Qwant
- (zh) Baidu
- (ru) Yandex
- (wd) trouver des œuvres sur Wikidata

| 1. | Préciser le motif de la pose du bandeau. | Précisez le motif de la pose du bandeau en utilisant la syntaxe suivante : {{admissibilité à vérifier\|date=juillet 2025\|motif=remplacez ce texte par le motif}}                              |
| 2. | Informer les utilisateurs concernés.     | Pensez à avertir le créateur de l'article, par exemple, en insérant le code ci-dessous sur sa page de discussion : {{subst:avertissement admissibilité à vérifier\|Pour une poignée d'ivoire}} |

Pour une poignée d'ivoire est un livre autobiographique écrit par Jean-Claude Vignoli sur son travail de chasseur de trafiquants d'animaux en Afrique, où il explique comment dans le cadre de son travail avec l'ONG EAGLE, il a participé à anéantir un réseau mafieux en Côte d'Ivoire en 2018, avec notamment la condamnation d’un trafiquant vietnamien notoire à 1 an et demi de prison. L’ivoire était caché dans des planches creuses et envoyé par bateau vers le marché européen ou asiatique.
L'auteur expose les dangers physiques qu'il a encouru durant la traque des trafiquants, mais aussi psychiques, puisqu'il avait à penser et agir en criminel pour pouvoir les arrêter.
L'ouvrage vise à alerter sur la perte de la mégafaune africaine, comme par exemple les éléphants qui disparaissent du continent pour des raisons pécuniaires : le kilo de corne de rhinocéros, par exemple, est négocié 100 000 dollars le kilo. Selon lui, la consommation effrénée de nos sociétés serait responsable de la disparition du vivant.